# Aragua (država u Venezueli)
Aragua (španjolski. Estado Aragua) je jedna od 23 savezne države Venezuele, na sjeveru zemlje.
Država je ime dobila po istoimenoj rijeci Aragui glavnoj pritoci Jezera Valencia.
Administrativni centar države je Maracay, velik Industrijski centar, u kojem živi približno 477.000 stanovnika, a oko 800.000 u širem gradskom području. 
Ostali veći urbani centri su Turmero (373,000 stan); El Limón (112,800); La Victoria (112,100), Cagua (134,100) i Villa de Cura (92,900 ).

## Karakteristike
Aragua ima 1,735,981 stanovnika koji žive na površini od 7,014 km²-
Aragua se prostire od Karipskog mora na sjeveru, do savezne države Guárico na jugu, sa zapada graniči s Državom Carabobo, s istoka s Državom Miranda i sa sjeveroistoka s Distriktom glavnog grada Caracasa.
Teren Arague se najvećim dijelom prostire po dva kraka masiva Karipskih Andi, koje razdvaja despresija u kojoj leži Jezero Valencia. Gotovo cijeli sjeverni dio države (1,070 km²) zauzima Nacionalni park Henri Pittier, osnovan još 1937. kao prvi u zemlji. Park ima izuzetno bogatu i raznovrsnu floru, a proteže od obala Karipskog mora duž oba sjeveroistočna kraka Karipskih Andi na jugu.
Najviša planina je Pico Codazzi (2,425 m), u podnožju koje izvire rijeka Tuy, značajna za opskrbu Caracasa vodom.
Klima države je tropska, iako postoji znatna razlika u količini oborina, više kiše padne po unutrašnjosti, a manje duž obale.

## Gospodarstvo
Po dolini rijeke Arague uzgajaju se brojne poljoprivredne kulture. Među njima šećerna trska još uvijek drži prvo mjesto, u novije vrijeme sadi se i sve više krumpira. Od ostalih kultura uzgaja se; kakao, kava, pamuk, kukuruz, rajčica, citrus, riža i duhan. U Aragui je još uvijek dobro razvijeno stočarstvo, ali se stada sve više smanjuju, jer se pašnjaci pretvaraju u oranice. Najveći dio industrijskih poduzeća nalazi se u zoni grada Maracaya. 
Aragua ima solidnu mrežu cesta i dobro je povezana s ostatkom zemlje.
Aragua je s ekonomskog stajališta, jedna od glavnih država u Venezueli, jer se u njoj proizvode značajne količine mliječnih i metalnih proizvoda, kemikalije, električni kabeli, tekstil, papir, cement, alkoholna pića, biljna ulja i sklapaju automobili.

## Vanjske poveznice
- Estado Aragua na portalu Venezuelatuya (šp.)
- Estado Aragua na portalu Encyclopedia Britannica (engl.)